# 신사학
누벨 이스투아르(프랑스어: nouvelle histoire) 또는 신사학(新史學)은 1970년대에 아날학파 3세대의 지도자인 자크 르 고프와 피에르 노라가 만들어냈다. 이 운동은 문화사, 표상의 역사, 심성사(histoire des mentalités)와 관련이 있다. 역사 연구의 적절한 대상에 대한 누벨 이스투아르 운동의 포괄적 정의로 인해 전체사(total history)라는 명칭이 붙게 되었다. 이 운동은 정치와 '위인'에 초점을 맞추는 전통적 역사 서술 방식과 대비되었다. 누벨 이스투아르는 역사적 서사의 구성, 기본 사료로서의 행정 문서 강조, 역사적 사건을 설명하는 요소로서 개인의 동기와 의도에 대한 관심, 그리고 객관성에 대한 오래된 믿음을 거부했다.
마르크스주의 역사가들은 역사를 형성하는 데 있어 계급이 중심적 역할을 한다는 마르크스주의자들의 믿음을 경시한다는 이유로 이러한 접근법을 거부했다.

## 학교에서의 역사
프랑스 학교의 역사 교육은 1960년대와 1970년대에 《카이에 페다고지크》와 《앙세뇨망 70》 및 기타 교사용 저널을 통해 전파된 누벨 이스투아르의 영향을 받았다. 또한 국립교육연구소도 영향력이 있었다. 교사 교육 총감독관인 조제프 레이프는 학생들이 사실과 날짜뿐만 아니라 역사가들의 접근 방식에 대해서도 배워야 한다고 말했다. 국가교육감독청의 역사/지리 분과장인 루이 프랑수아는 교사들에게 역사적 문서를 제공하고 학생들에게 "발견의 큰 기쁨"을 줄 수 있는 "능동적 방법"을 장려하도록 조언했다.
지지자들은 이것이 전통적인 교육의 특징이었던 이름과 날짜의 암기에 대한 반작용이며, 이러한 암기는 학생들을 지루하게 만들었다고 말했다. 전통주의자들은 이것이 청년들의 프랑스 애국심과 국가 정체성에 대한 무지를 초래할 수 있는 포스트모던한 혁신이라며 크게 항의했다.

## 독일
누벨 이스투아르는 1945년 이후 독일 역사학계에서 논란이 되었으며, 특히 중세 연구에 영향을 미쳤다. 그러나 대부분의 독일 역사가들은 이 접근법이 너무 실증주의적이고 철학적이지 않다고 여겼다.

## 같이 보기
- 사학사
- 사회사

## 참고문헌
- Bois, Guy (1978). 〈Marxisme et histoire nouvelle〉.   Le Goff, Jacques; Chartier, Roger Chartier; Revel, Jacques. 《La nouvelle histoire》 (프랑스어). Paris.
- Mucchielli, Laurent (1995). “Aux origines de la Nouvelle Histoire en France: l'évolution intellectuelle et la formation du champ des sciences sociales (1880–1930)”. 《Revue de Synthèse》 (프랑스어) 116: 55–98. doi:10.1007/BF03181267 (년 이후로 접속 불가 2024-11-02). S2CID 170347595.
- Raphael, Lutz (1994). 《Die Erben von Bloch und Febvre: Annales-Geschichtsschreibung und nouvelle histoire in Frankreich 1945–1980》 (독일어). Stuttgart.
- Rubin, Miri (1997). 《The Work of Jacques Le Goff and the Challenges of Medieval History》. Boydell & Brewer. ISBN 9780851156224. OCLC 35701255.
- Waldman, Abby (2009). “The Politics of History Teaching in England and France During the 1980s”. 《History Workshop Journal》 (프랑스어) 68 (68): 199–221. doi:10.1093/hwj/dbp005. S2CID 143915126.

## 더 읽어보기
- Burguière, André (2009). 《The Annales School: An Intellectual History》.
- Burke, Peter (2015). 《The French Historical Revolution: The Annales School, 1929–2014》. Cambridge, England: Polity Press. ISBN 978-0-7456-6114-8.
- Cortesi, Lorenzo (2016). 《Questioni di storia》 (이탈리아어). Rome: Europa Edizioni. 31–38쪽. ISBN 978-88-6854-778-3.
- Dosse, François (1987). 《L'Histoire en miettes: Des "Annales" à la "nouvelle histoire"》 (프랑스어). Paris.